# Odo patricius
Espèce
Odo patricius est une espèce d'araignées aranéomorphes de la famille des Xenoctenidae.

## Distribution
Cette espèce se rencontre au Chili et au Pérou.

## Description
Le mâle décrit par Taucare-Ríos et Brescovit en 2012 mesure 12,4 mm et la femelle 15,5 mm.

## Publication originale
- Simon, 1900 : Liste des arachnides recueillis par M. Ch. E. Porter en 1898-1899 et descriptions d'espèces nouvelles. Revista Chilena de Historia Natural, vol. 4, p. 49-55.